# Вільчонек
Вільчонек (пол. Wilczonek) — село в Польщі, у гміні Котунь Седлецького повіту Мазовецького воєводства.
Населення — 220 осіб (2011).
У 1975-1998 роках село належало до Седлецького воєводства.

## Демографія
Демографічна структура станом на 31 березня 2011 року:
|          | Загалом | Допрацездатний вік | Працездатний вік | Постпрацездатний вік |
| -------- | ------- | ------------------ | ---------------- | -------------------- |
| Чоловіки | 112     | 22                 | 82               | 8                    |
| Жінки    | 108     | 24                 | 65               | 19                   |
| Разом    | 220     | 46                 | 147              | 27                   |